# Pusinna

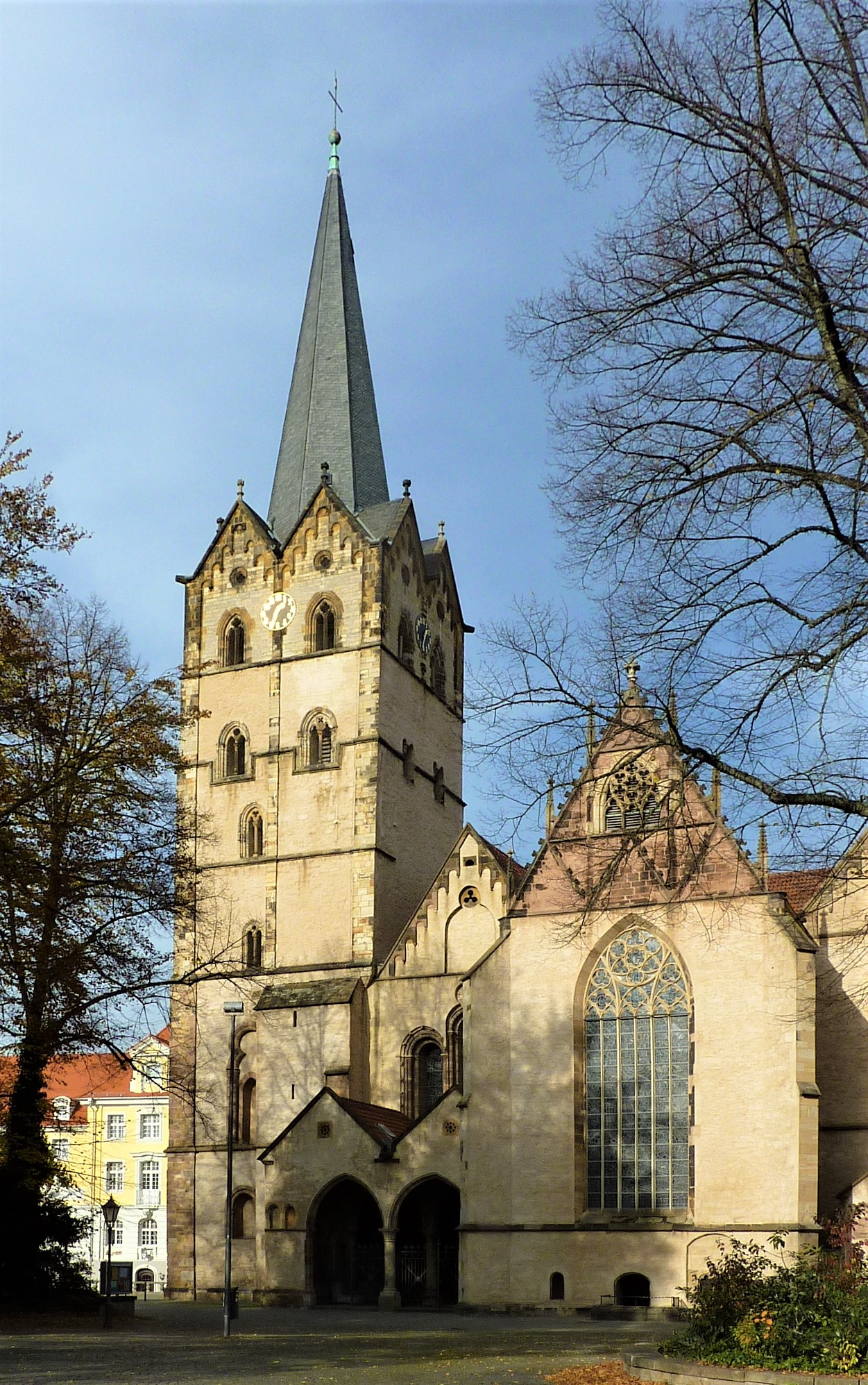
Der Turm des Herforder Münsters St. Marien und Pusinna

Die heilige Pusinna (* 5./6. Jahrhundert bei Corbie im heutigen Frankreich; † in Binson bei Châlons-en-Champagne) galt bis zur Reformation als die Schutzpatronin von Herford.

## Leben
In ihrem Elternhaus lebte Pusinna (lateinisch für „das Mädchen“) zusammen mit ihren Schwestern Liutrud und Menechildis sowie drei weiteren Schwestern enthaltsam und gottesfürchtig. In späteren Jahren zog sie sich als Einsiedlerin auf ihr Erbgut „vicus bausionensis“ (Binson) in der Nähe von Châlons-en-Champagne bei Corbie zurück, wo sie auch starb.

## Verehrung und Nachleben
Pusinnas Gebeine wurden im Jahr 860 aus ihrer Einsiedelei in Binson in das Stift Herford überführt, das später den Namen „St. Marien und Pusinna“ erhielt. Dass die Reliquie in den Besitz des Damenstiftes gelangte, war dem Engagement der Äbtissin Haduwy (Hedwig) und ihres einflussreichen Bruders, des Grafen Cobbo der Jüngere, zu verdanken, die verwandtschaftliche Beziehungen zum Hofe des westfränkischen Königs Karl der Kahle hatten.
Die Herforder Reichsabtei hatte mit der Translation der Gebeine der hl. Pusinna vergebens erhofft, durch den Besitz ihrer Reliquien an Bedeutung zu gewinnen und ein florierendes Wallfahrtswesen initiieren zu können. Um die Pusinnenverehrung auf eine breitere Basis zu stellen, wurden auch Teile der Reliquien an das Herforder Tochterkloster Wendhusen im heutigen Thale abgegeben. Von dort sollen die Reliquien später in die Reichsabtei Quedlinburg gelangt sein.

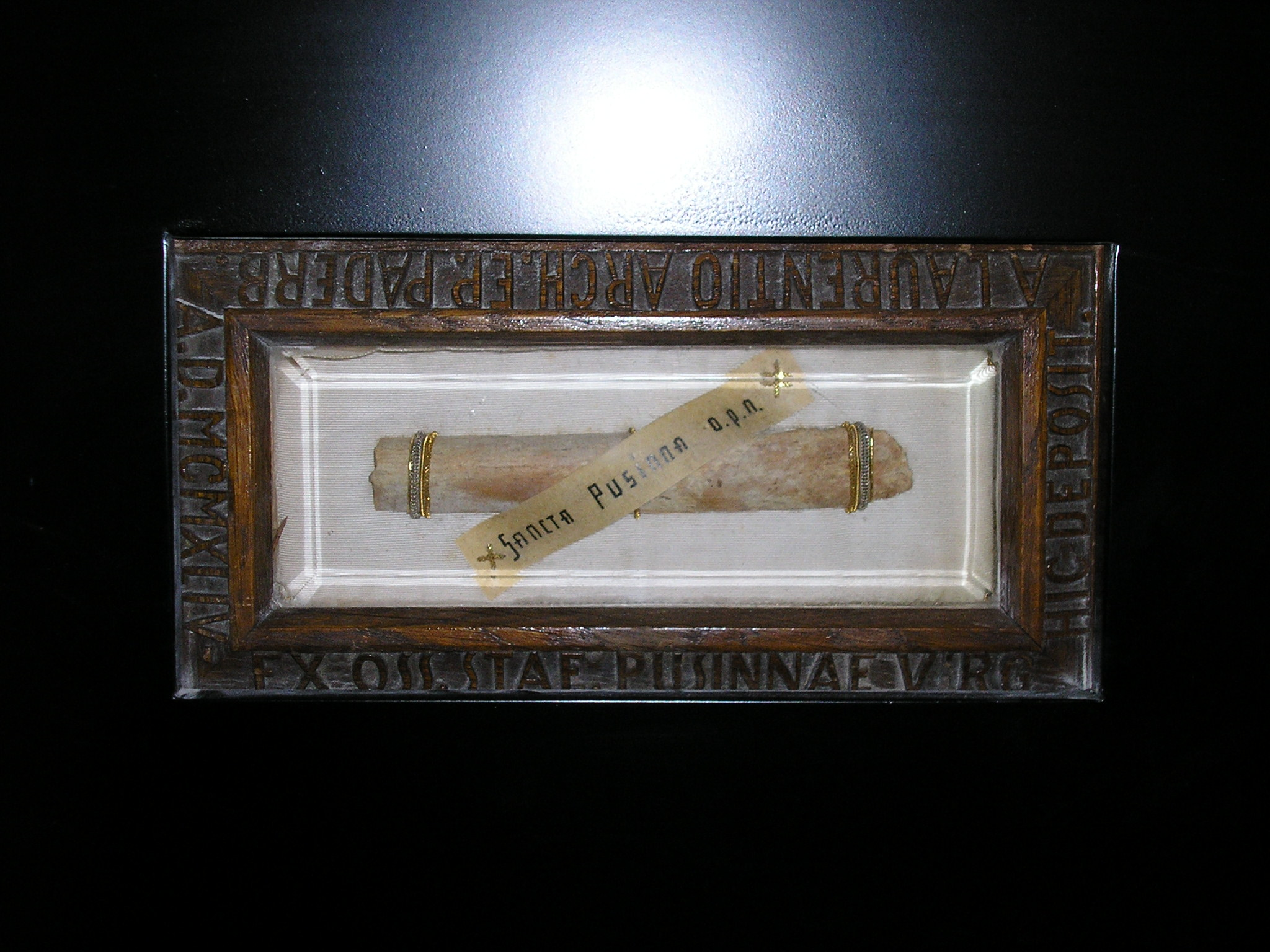
Pusinnenreliquiar im Hochaltar von St. Johannes Baptist zu Herford

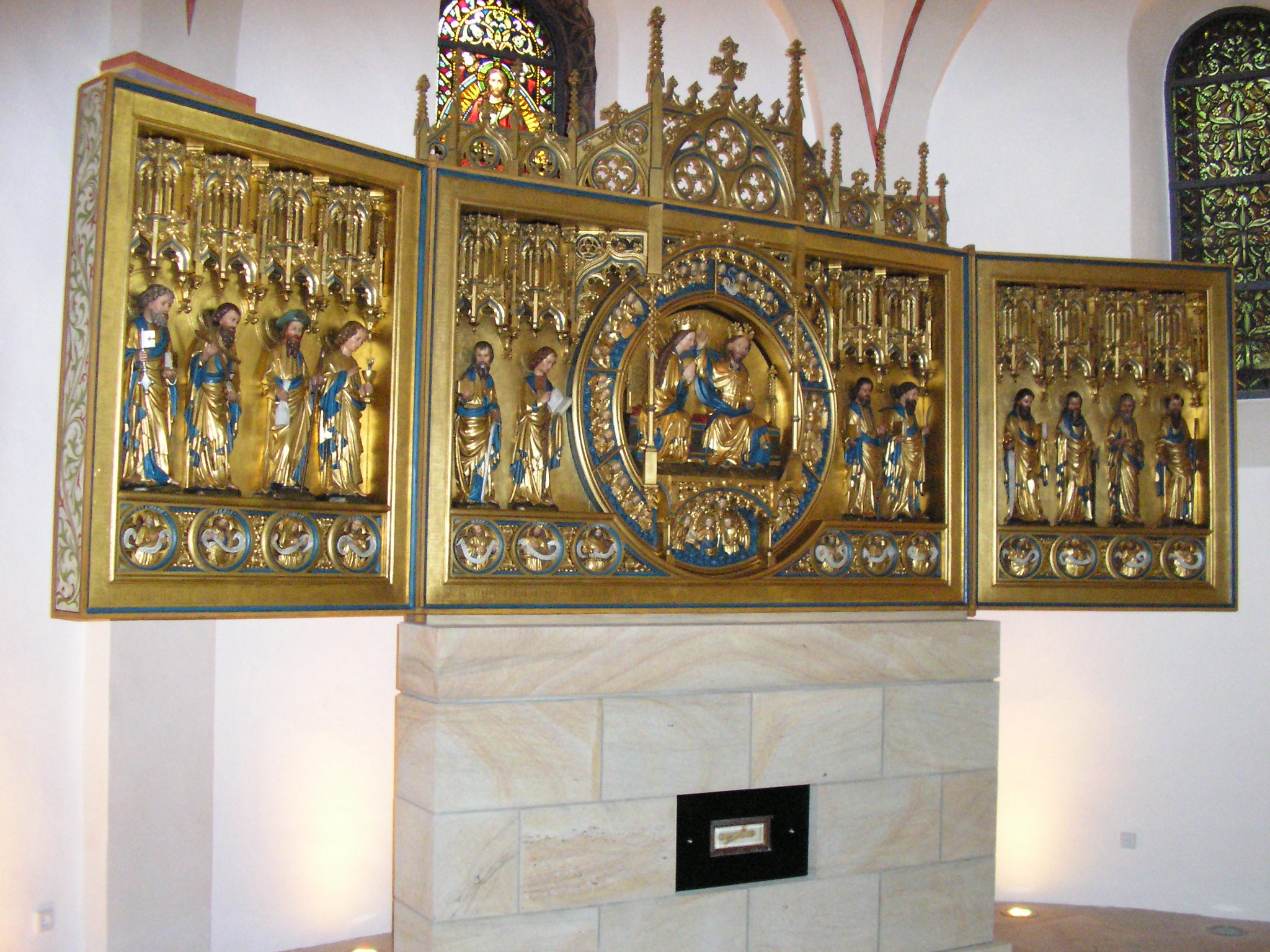
Der Hochaltar in St. Johannes Baptist

Die Historikerin Bodarwé sieht die Gründe dafür, dass der Pusinnenverehrung längerfristig kein größerer Erfolg beschieden war, zum einen an ihrer farblosen Lebensgeschichte, die keine markigen Wunder und denkwürdigen Taten vermerkt. Vita wie Translationsbericht schildern Pusinna als vorbildliche Gottgeweihte, weniger ihre Wundertätigkeit als ihr gottgefälliger Lebenswandel zeichnen sie aus. Sie eigneten sich für stiftisch orientierte Frauengemeinschaften wie Herford, Wendhusen und Quedlinburg als Vorbild. Zum anderen dürfte jedoch auch von Bedeutung gewesen sein, dass Herford bereits in ottonischer Zeit von jüngeren Konventen wie Gandersheim, Quedlinburg oder Essen in den Schatten gestellt worden war, die andere Heilige bevorzugten und kultisch förderten. So blieb Pusinna letztlich auf den Rang einer Lokalheiligen beschränkt.
Bei der Fertigstellung des Turmes des Herforder Münsters 1490 wurden Teile der Gebeine der hl. Pusinna gemeinsam mit einer Beglaubigungsurkunde der Herforder Fürstäbtissin und des Rates der Stadt in den Turmknauf eingeschlossen. Die Reliquien und die Urkunde wurden 1854 bei einer Renovierung des Turmes wiedergefunden und nach Abschluss der damaligen Arbeiten auf Beschluss des Presbyteriums der ev.-luth. Münsterkirchengemeinde wieder in den Turmknauf eingeschlossen.
Teile der Reliquien der hl. Pusinna, die sich vormals im Besitz des Herforder Damenstiftes befanden, werden heute in der katholischen Kirche St. Johannes Baptist in Herford aufbewahrt. Sie befinden sich seit der Restaurierung der Kirche 2007/08 in einem schwarzen Schrein unter dem Flügelaltar im Chorraum der Kirche. Diese Reliquien waren 1949 wieder nach Herford gelangt, nachdem sie 1939 in der Kirche von St. Hubertus in Heddinghausen (Sauerland) in einer versiegelten Umhüllung gefunden worden waren. 1677 hatte die Herforder Fürstäbtissin Elisabeth von der Pfalz dem Fürstbischof Ferdinand II. von Paderborn diese Reliquien aus dem noch vorhandenen Münsterschatz geschenkt. Nur diesem Umstand ist ihre Rettung zu verdanken. Am 9. Januar 1944 erfolgte eine Teilung der Reliquien zwischen dem Paderborner Dom, der katholischen Pfarrkirche in Herford und Heddinghausen. In der Kirche in Heddinghausen ist Pusinna gemeinsam mit Mathilde auf einer Glasmalerei dargestellt.
Der Gedenktag der heiligen Pusinna ist der 23. April.